# Calamus latifolius
Calamus latifolius är en enhjärtbladig växtart som beskrevs av William Roxburgh. Calamus latifolius ingår i släktet Calamus och familjen Arecaceae. Inga underarter finns listade i Catalogue of Life.

## Bildgalleri

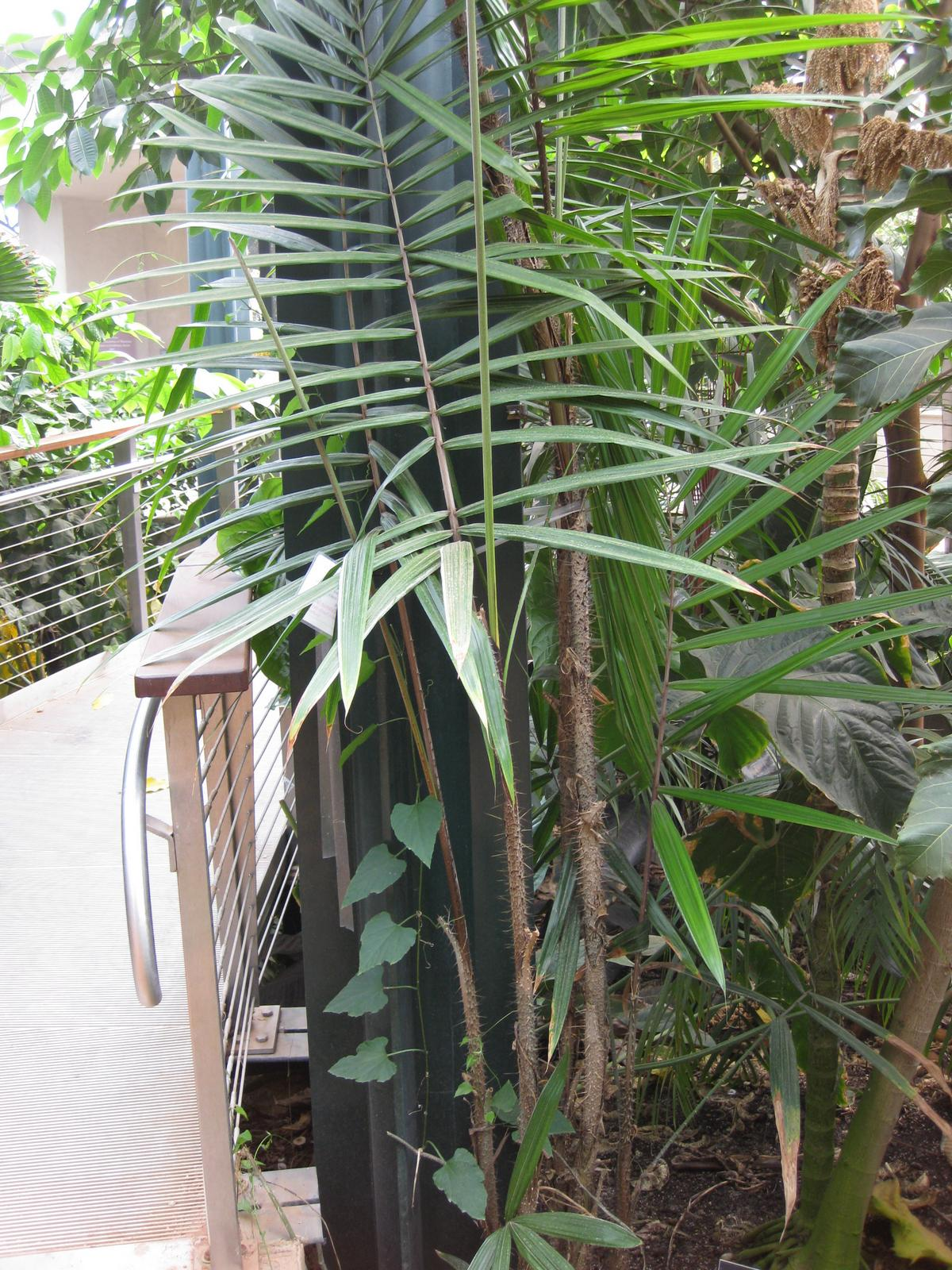
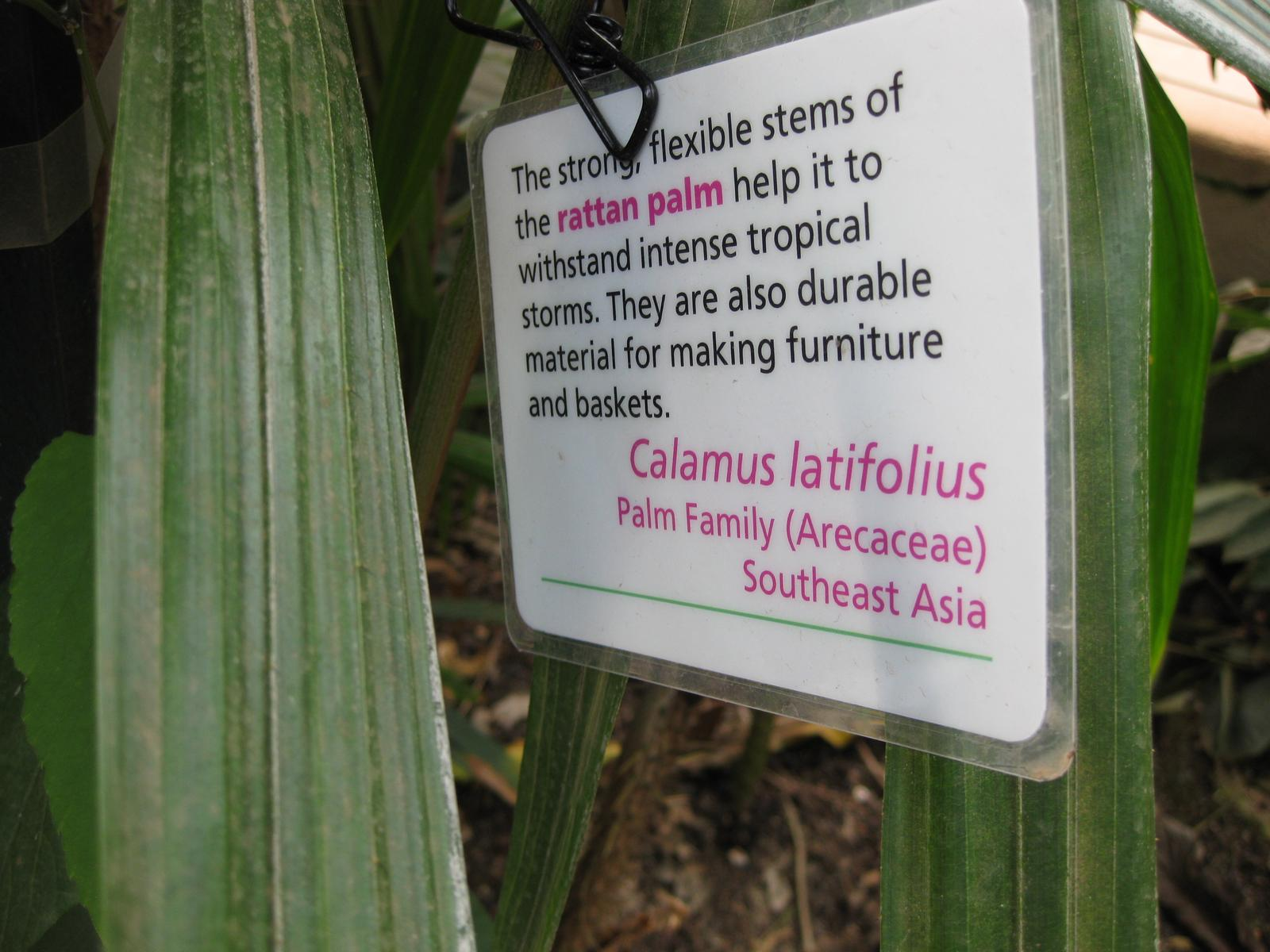